# Den glade Løjtnant (film fra 1912)
 Ikke at forveksle med Den glade Løjtnant (film fra 1917).
Den glade Løjtnant er en dansk stum melodramafilm fra 1912 produceret af Nordisk Films Kompagni og instrueret af Robert Dinesen efter manuskript af Thomas P. Krag.
Filmen havde dansk premiere den 31. oktober 1912 i Panoptikon Teatret i København og blev i tysktalende lande distribueret som Der Artz seiner Ehre og i engelsktalende lande som When Bacchus reigns.

## Handling
Da Lucca tilfældigt møder løjtnant Victor, fejer han benene væk under hende, og de forlover sig med lynets hast. Desværre viser den glade løjtnant sig at være en drukkenbolt, så forlovelsen ophæves, og Victor rejser til Sydamerika. Da han nogle år senere vender hjem, er det som et retskaffent menneske. Lucca er i mellemtiden blevet gift med fabrikant Rafn, men de gamle følelser blusser op, da de mødes igen. Da Rafn ved et uheld får nys om den spirende relation, bliver han rasende af jalousi og tager en drastisk beslutning.

## Medvirkende
- Valdemar Psilander - Løjtnant Victor
- Ebba Thomsen - Lucca, oberst Tilliers datter
- Carl Lauritzen
- Cajus Bruun - Oberst Tillier
- Marie Ring
- Hilmar Clausen
- Anton Gambetta Salmson - Fabrikant Rafn
- Agnes Lorentzen
- Alma Hinding
- Aage Lorentzen